# Sân vận động SoFi
Sân vận động SoFi (tiếng Anh: SoFi Stadium) là một sân vận động và khu phức hợp giải trí ở Inglewood, California, Hoa Kỳ. Sân nằm trên vị trí cũ của Trường đua Hollywood Park. Sân vận động này cách Sân bay quốc tế Los Angeles 3 dặm (4,8 km), và nằm ngay ở phía đông nam của nhà thi đấu Kia Forum.
Được khánh thành vào tháng 9 năm 2020, nơi đây đóng vai trò là sân nhà của các đội Los Angeles Rams và Los Angeles Chargers thuộc National Football League (NFL). Sân cũng là chủ nhà của trận đấu LA Bowl. Sân dự kiến sẽ tổ chức Super Bowl LVI vào tháng 2 năm 2022, College Football Playoff National Championship vào tháng 1 năm 2023, và WrestleMania 39 vào tháng 4 năm 2023. Tại Thế vận hội Mùa hè 2028, sân vận động sẽ tổ chức lễ khai mạc và bế mạc, các nội dung thi đấu của môn bóng đá và bắn cung.
Hiện nay, Sân vận động SoFi là sân vận động thứ hai đang được chia sẻ bởi hai đội NFL (cùng với Sân vận động MetLife ở East Rutherford, New Jersey, là sân nhà của New York Giants và New York Jets). Sân cũng là sân vận động thứ tư được chia sẻ bởi hai đội NFL kể từ khi AFL-NFL được sáp nhập vào năm 1970 (Sân vận động Giants trước đây và Sân vận động MetLife hiện nay đều được cả hai đội New York Giants và New York Jets sử dụng làm sân nhà. Ngoài ra, Sân vận động Shea cũng từng là sân nhà của cả Giants và Jets vào năm 1975). Đây là cơ sở thứ tư ở khu vực Los Angeles là sân nhà của nhiều đội từ cùng một giải đấu, vì Crypto.com Arena là sân nhà của cả hai đội Giải bóng rổ Nhà nghề Mỹ (NBA) của thành phố, Los Angeles Clippers và Los Angeles Lakers từ năm 1999 đến nay, Dignity Health Sports Park đã từng là sân nhà của LA Galaxy và Chivas USA (hiện không còn tồn tại) thuộc Major League Soccer từ năm 2005 đến năm 2014, và Sân vận động Dodger đã từng là sân nhà của Los Angeles Dodgers và Los Angeles Angels từ năm 1962 đến năm 1965.
Sân vận động là một phần của Hollywood Park, một khu phố được quy hoạch tổng thể hiện đang được phát triển trên địa điểm của Trường đua Hollywood Park trước đây. Vào tháng 10 năm 2016, Sòng bạc Hollywood Park được mở cửa trở lại trong một tòa nhà mới trong khuôn viên của trường đua cũ. Đây là cơ sở đầu tiên của khu phát triển được mở cửa.

## Thiết kế
Sân vận động SoFi được thiết kế bởi HKS và bao gồm sân vận động, quảng trường dành cho người đi bộ và địa điểm biểu diễn. Sân vận động được bao phủ bởi mái che ETFE cố định, có thể che phủ thích hợp sân vận động, quảng trường dành cho người đi bộ liền kề và địa điểm biểu diễn kèm theo. Mái che cũng có thể chiếu hình ảnh có thể được nhìn thấy từ máy bay bay vào LAX và được hỗ trợ riêng biệt ngoài sân vận động bởi một loạt các cột đứng. Sân vận động có mặt thoáng và có sức chứa 70.240 khán giả cho hầu hết các sự kiện, với khả năng mở rộng thêm 30.000 chỗ ngồi cho các sự kiện lớn hơn. Sân khấu ca nhạc kết hợp có sức chứa 6.000 chỗ ngồi. Sân vận động và trung tâm biểu diễn được coi là cơ sở vật chất riêng biệt dưới cùng mái che.
Một thành phần khác trong thiết kế của sân vận động là "Oculus" — một màn hình video 4K HDR hai mặt hình trứng, là màn hình đầu tiên thuộc kiểu này, được treo trên mái che ở bên trên mặt sân. Cấu trúc nặng 2,2 triệu pound (1.000 t), và hiển thị độ phân giải 80 triệu pixel. Oculus cũng có hệ thống âm thanh 260 loa của sân vận động cũng như 56 ăng-ten không dây 5G.

## Trong văn hóa đại chúng
- Vào ngày 9 tháng 9 năm 2020, công việc xây dựng sân vận động được chọn là chủ đề của một chương trình đặc biệt kéo dài hai giờ có tên là NFL Super Stadiums trên Science Channel.[20]